# 5月 (旧暦)
旧暦5月（きゅうれきごがつ）は、和暦（太陰太陽暦の旧暦）の年初から5番目の月である。
夏至を含む月が5月となる。グレゴリオ暦（新暦）では5月下旬から7月上旬ごろに当たる。
5月の別名は皐月（さつき）である。名前の由来は5月を参照のこと。
東洋の太陰太陽暦では月の日数である大小（大月30日、小月29日）が年により異なるため、5月29日までで5月30日は存在しない年もある。

## 皐月の日付
| 西暦         | 朔      | 晦      | 日数 |
| ------------ | ------- | ------- | ---- |
| 2008年       | 6月4日  | 7月2日  | 29日 |
| 2009年       | 5月24日 | 6月22日 | 30日 |
| 2009年（閏） | 6月23日 | 7月21日 | 29日 |
| 2010年       | 6月12日 | 7月11日 | 30日 |
| 2011年       | 6月2日  | 6月30日 | 29日 |
| 2012年       | 6月20日 | 7月18日 | 29日 |
| 2013年       | 6月9日  | 7月7日  | 29日 |
| 2014年       | 5月29日 | 6月26日 | 29日 |
| 2015年       | 6月16日 | 7月15日 | 30日 |
| 2016年       | 6月5日  | 7月3日  | 29日 |
| 2017年       | 5月26日 | 6月23日 | 29日 |
| 2017年（閏） | 6月24日 | 7月22日 | 29日 |
| 2018年       | 6月14日 | 7月12日 | 29日 |
| 2019年       | 6月3日  | 7月2日  | 30日 |
| 2020年       | 6月21日 | 7月20日 | 30日 |
| 2021年       | 6月10日 | 7月9日  | 30日 |
| 2022年       | 5月30日 | 6月28日 | 30日 |
| 2023年       | 6月18日 | 7月17日 | 30日 |
| 2024年       | 6月6日  | 7月5日  | 30日 |
| 2025年       | 5月27日 | 6月24日 | 29日 |
| 2026年       | 6月15日 | 7月13日 | 29日 |
| 2027年       | 6月5日  | 7月3日  | 29日 |
| 2028年       | 5月24日 | 6月22日 | 30日 |
| 2028年（閏） | 6月23日 | 7月21日 | 29日 |
| 2029年       | 6月12日 | 7月11日 | 30日 |
| 2030年       | 6月1日  | 6月30日 | 30日 |
| 2031年       | 6月20日 | 7月18日 | 29日 |